# Provincia di Sind (1936-1955)
La Provincia di Sind (in inglese: Sind Province), talvolta indicata come Sindh o Scinde, era una agenzia dell'India britannica. Sotto l'amministrazione britannica, comprendeva i territori attuali dello stato di Khairpur con capitale la città di Karachi. Dopo la creazione del Pakistan, la provincia perse la città di Karachi, dal momento che questa divenne la capitale della nuova nazione.

## Geografia
La provincia era circondata da Karachi (come territorio della capitale dopo il 1948) e dagli stati principeschi di Las Bela e Kalat ad ovest. A nord si trovavano le province del Belucistan e del Punjab occidentale. La provincia confinava con lo stato principesco di Bahawalpur a nordest ed era racchiusa su tre lati dallo stato di Khairpur. Gli stati indiani del Rajasthan e del Gujarat confinavano ad est ed a sud. A sudovest si trovava il Mar Arabico dove la costa del Sind si componeva essenzialmente di delta di fiumi come l'Indo.

## Storia
L'area della provincia di Sind venne colonizzata per la prima volta dalla civiltà della valle dell'Indo e dai Mohenjo-daro, nel 7000 a.C. circa. Lo stato mantenne una qualche influenza greca antica grazie all'espansione dell'impero macedone nell'area ad opera di Alessandro Magno. Diversi regni musulmani sunniti e rajput si insediarono nell'area, ad iniziare dalla dinastia Rai per finire con la dinastia Arghun. L'impero moghul conquistò il Sind e lo governò da Akbar nel 1509. Poco dopo l'arrivo delle prime compagnie europee ed in particolare di quella inglese, i moghul iniziarono a perdere terreno e nel 1843 l'area del Sind divenne parte della presidenza di Bombay. Poco dopo venne costituita la provincia di Sind.
Con l'indipendenza indiana, la provincia scelse con referendum di aderire al Pakistan dal 1947. La provincia venne unita alla provincia del Pakistan occidentale nel 1955 sulla base della "One Unit policy" annunciata dal primo ministro pakistano Chaudhry Mohammad Ali.

## Demografia
All'epoca dell'indipendenza nel 1947, i Sind avevano avuto da secoli una maggioranza della popolazione di fede musulmana con significative minoranze indù. Nel 1947, a causa delle tensioni e l'influsso di due milioni di rifugiati musulmani dall'India, molti indù abbandonarono lo stato per portarsi in India. 
I rifugiati indiani erano spesso di lingua urdu, anche se la lingua ufficiale del Sind era da sempre il sindhi.

## Governo

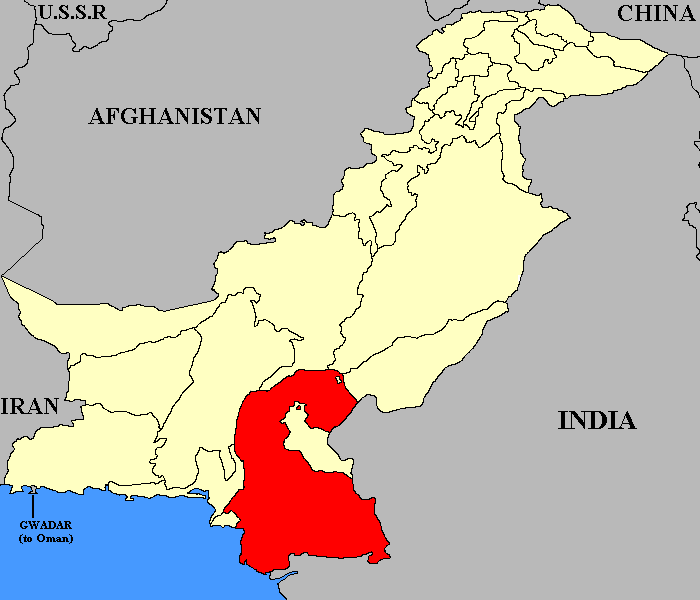
Mappa della provincia dopo la partizione

L'incarico di governatore di Sind e primo ministro venne istituito nel 1936 quando Sind divenne una provincia. Questo sistema perdurò sino al 1955 quando la provincia venne dissolta.
| Periodo                           | Governatore di Sind                  |
| --------------------------------- | ------------------------------------ |
| 1 aprile 1936                     | Fondazione della provincia           |
| 1 aprile 1936 – 1 agosto 1938     | Sir Lancelot Graham (1ª volta)       |
| 1 agosto 1938 – 1 dicembre 1938   | Joseph Garrett (de facto)            |
| 1 dicembre 1938 – 1 aprile 1941   | Sir Lancelot Graham (2ª volta)       |
| 1 aprile 1941 – 15 gennaio 1946   | Sir Hugh Dow                         |
| 15 gennaio 1946 – 14 agosto 1947  | Sir Robert Francis Mudie             |
| 14 agosto 1947                    | Indipendenza del Pakistan            |
| 14 agosto 1947 – 4 ottobre 1948   | Sir Ghulam Hussain Hidayatullah      |
| 4 ottobre 1948 – 19 novembre 1952 | Sheikh Din Muhammad                  |
| 19 novembre 1952 – 1 maggio 1953  | Mian Aminuddin                       |
| 1 maggio 1953 – 12 agosto 1953    | George Baxandall Constantine         |
| 12 agosto 1953 – 23 giugno 1954   | Habib Ibrahim Rahmatullah            |
| 23 giugno 1954 – 14 ottobre 1955  | Iftikhar Hussain Khan                |
| 14 ottobre 1955                   | Scioglimento della provincia di Sind |

| Nome del premier (prima della spartizione) | Entrata in carica | Fine incarico   | Partito politico/Note   |
| ------------------------------------------ | ----------------- | --------------- | ----------------------- |
| Ghulam Hussain Hidayat Ullah (1ª volta)    | 28 aprile 1937    | 23 marzo 1938   | Muslim People's Party   |
| Allah Bux Soomro (1ª volta)                | 23 marzo 1938     | 18 aprile 1940  | Ittehad Party           |
| Mir Bandeh Ali Khan Talpur                 | 18 aprile 1940    | 7 marzo 1941    | All-India Muslim League |
| Allah Bux Soomro (2ª volta)                | 7 marzo 1941      | 14 ottobre 1942 | Ittehad Party           |
| Ghulam Hussain Hidayat Ullah (2ª volta)    | 14 ottobre 1942   | 14 agosto 1947  | Muslim People's Party   |

| Periodo                           | Primo ministro di Sind          | Partito politico             |
| --------------------------------- | ------------------------------- | ---------------------------- |
| 14 agosto 1947 – 28 aprile 1948   | Mohammad Ayub Khuhro (1ª volta) | Pakistan Muslim League       |
| 3 maggio 1948 – 4 febbraio 1949   | Pir Illahi Bakhsh               | Pakistan Muslim League       |
| 18 febbraio 1949 – 7 maggio 1950  | Yusuf Haroon                    | Non-partisan                 |
| 8 maggio 1950 – 24 marzo 1951     | Qazi Fazlullah Ubaidullah       | Non-partisan                 |
| 25 marzo 1951 – 29 dicembre 1951  | Mohammad Ayub Khuhro (2ª volta) | Pakistan Muslim League       |
| 29 dicembre 1951 – 22 maggio 1953 | Governo del governatore         | Governo del governatore      |
| 22 maggio 1953 – 8 novembre 1954  | Pirzada Abdus Sattar            | Pakistan Muslim League       |
| 9 novembre 1954 – 14 ottobre 1955 | Mohammad Ayub Khuhro (3ª volta) | Pakistan Muslim League       |
| 14 ottobre 1955                   | Dissoluzione della provincia    | Dissoluzione della provincia |